# Goniosigma
Goniosigma is een geslacht van uitgestorven zee-egels uit de familie Trigonocidaridae.

## Verspreiding en leefgebied
Vertegenwoordigers van dit geslacht worden aangetroffen in het Oligoceen van Nieuw-Zeeland.